# Canthon edentulus
Canthon edentulus е вид бръмбар от семейство Листороги бръмбари (Scarabaeidae). Видът не е застрашен от изчезване.

## Разпространение
Разпространен е в Аржентина (Буенос Айрес, Кордоба, Ла Пампа, Салта, Санта Фе, Сантяго дел Естеро и Тукуман), Боливия, Бразилия (Мато Гросо до Сул) и Парагвай.